# NGC 7252
NGC 7252 este o interacțiune de galaxii situată în constelația Vărsătorul. A fost descoperită în 26 octombrie 1785 de către William Herschel. Se află la o distanță de 66 de megaparseci de Pământ.